# Point of Entry (album)
Pour les articles homonymes, voir Point of Entry.
Albums de Judas Priest
Hero, Hero
(1981) Screaming for Vengeance
(1982)
Singles
1. Heading Out to the Highway
Sortie : 1981
2. Don't Go
Sortie : février 1981
3. Hot Rockin'
Sortie : avril 1981

Point of Entry est le septième album studio du groupe de heavy metal britannique Judas Priest. Il est sorti le 26 février 1981 sur le label CBS Records et a été produit par Tom Allom et le groupe.

## Historique
Après le succès international de l'album British Steel et la longue tournée de promotion qui l'accompagna, le groupe décide pour la première fois d'enregistrer son nouvel album studio hors de l'Angleterre. Il s'envola donc avec son matériel vers les Iles Baléares et plus précisément Ibiza et les studios Ibiza Sound situés dans une vieille ferme complètement rénovée. Le groupe et son producteur Tom Allom y passèrent les mois d'octobre et novembre 1980 pour enregistrer cet album.
Pour la première fois, les musiciens n'ont pas préparé de nouvelles chansons et tout le matériel fut composé sur place et enregistré dans un esprit proche du "live". La structure des nouvelles chansons est simple et tout est misé sur le riff qui entraîne un chant plus mélodique et moins hurlé. L'album produira trois singles, "Don't Go" (UK # 51), "Hot Rockin'" (UK # 60) et "Heading Out for the Highway" (US main. # 10).
Cet album se classa à la 14e place des charts britanniques et à la 39e place du Billboard 200 aux États-Unis. Il sera certifié disque d'or aux USA en novembre 1989.
Il sortira au Japon, aux États-Unis et au Canada sous une pochette différente avec pour la première fois le logo du groupe en 3D qui sera utilisé pour les albums suivants.
La sortie de l'album sera suivie d'une longue tournée, le World Wide Blitz Tour, qui débuta à Kerkrade aux Pays-Bas le 13 février 1981 et se termina le 15 décembre 1981 à San Juan à Puerto Rico et fera deux passages en France en février et décembre 1981.

## Liste des titres
- Tous les titres sont signés par Glenn Tipton, Rob Halford & K. K. Downing

Face 1
| No | Titre                      | Auteur | Durée |
| -- | -------------------------- | ------ | ----- |
| 1. | Heading Out to the Highway |        | 3:47  |
| 2. | Don't Go                   |        | 3:18  |
| 3. | Hot Rockin'                |        | 3:17  |
| 4. | Turning Circles            |        | 3:42  |
| 5. | Desert Plains              |        | 4:30  |

Face 2
| No  | Titre          | Auteur | Durée |
| --- | -------------- | ------ | ----- |
| 6.  | Solar Angels   |        | 4:03  |
| 7.  | You Say Yes    |        | 3:24  |
| 8.  | All the Way    |        | 3:36  |
| 9.  | Troubleshooter |        | 3:55  |
| 10. | On the Run     |        | 3:41  |

Titres bonus réédition "The Remasters" 2001
| No  | Titre                                         | Auteur          | Durée |
| --- | --------------------------------------------- | --------------- | ----- |
| 11. | Thunder Road                                  | Tipton, Halford | 5:12  |
| 12. | Desert Plains (live, enregistré US Tour 1981) |                 | 5:06  |

## Musiciens
- Rob Halford : chant
- K. K. Downing : guitare rythmique et lead
- Glenn Tipton : guitare rythmique et lead
- Ian Hill : basse
- Dave Holland : batterie

## Charts et certifications
| Pays        | Durée du classement | Meilleur classement |
| ----------- | ------------------- | ------------------- |
| Allemagne   | 16 semaines         | 19e                 |
| Canada      | 7 semaines          | 42e                 |
| États-Unis  | 25 semaines         | 39e                 |
| Norvège     | 5 semaines          | 32e                 |
| Royaume-Uni | 5 semaines          | 14e                 |
| Suède       | 5 semaines          | 14e                 |

| Pays        | Certification | Ventes    | Date       |
| ----------- | ------------- | --------- | ---------- |
| États-Unis  | Or            | 500 000 + | 10/11/1989 |
| Royaume-Uni | Argent        | 60 000 +  | 27/03/1981 |

Charts singles
| Année | Single                   | Chart                  | Durée du classement | Position |
| ----- | ------------------------ | ---------------------- | ------------------- | -------- |
| 1981  | "Don't Go"               | UK Singles Chart       | 3 semaines          | 51e      |
| 1981  | "Hot Rockin'"            | UK Singles Chart       | 3 semaines          | 60e      |
| 1981  | "Heading to the Highway" | Mainstream Rock Tracks | 9 semaines          | 10e      |